# Gotska Sandön-Salvorev
Gotska Sandön-Salvorev este o arie protejată (arie specială de conservare — SAC, sit de importanță comunitară — SCI) din Suedia întinsă pe o suprafață de 60.494,7 ha, integral pe uscat.

## Localizare
Centrul sitului Gotska Sandön-Salvorev este situat la coordonatele 58°16′21″N 19°15′26″E / 58.2724°N 19.2572°E.

## Înființare
Situl Gotska Sandön-Salvorev a fost declarat sit de importanță comunitară în decembrie 1995 pentru a proteja 2 specii de animale. Situl a fost protejat și ca arie specială de conservare în martie 2011.

## Biodiversitate
Situată în ecoregiunile boreală și marină baltică, aria protejată conține 7 habitate naturale: Pajiști din zone de pădure fino-scandinave, Păduri caducifoliate bătrâne naturale hemiboreale fino-scandinave (Quercus, Tilia, Acer, Fraxinus sau Ulmus) bogate în specii epifite, Dune mobile de-a lungul țărmului cu Ammophila arenaria („dune albe”), Pajiști uscate seminaturale și facies de acoperire cu tufișuri pe substraturi calcaroase (Festuco-Brometalia) (* situri importante pentru orhidee), Depresiuni intradunale umede, Bancuri de nisip acoperite în permanență slab de apă marină, Dune împădurite din regiunile atlantică, continentală și boreală.
La baza desemnării sitului se află mai multe specii protejate:
- mamifere (1): Halichoerus grypus
- nevertebrate (1): Boros schneideri